# Jan Jansson
Jan Jansson (ur. 26 stycznia 1968 w Kalmarze) – szwedzki piłkarz grający na pozycji pomocnika.

## Kariera klubowa
Jansson urodził się w mieście Kalmar i tam też rozpoczął karierę piłkarską w klubie Kalmar FF. W 1985 zadebiutował w jego barwach w pierwszej lidze szwedzkiej i został wicemistrzem kraju, ale w 1986 spadł z nią z ligi i przez rok występował na boiskach drugiej ligi. W 1987 zdobył z Kalmar Puchar Szwecji. W 1988 odszedł do Östers IF, ale w 1989 grał z tym zespołem w drugiej lidze, jednak już w tym samym roku zespół powrócił do szwedzkiej ekstraklasy. W 1991 Östers uległ w finale krajowego pucharu IFK Norrköping, a w 1992 wywalczył wicemistrzostwo Szwecji.
W 1993 \Jansson przeszedł do Norrköping, ówczesnego mistrza Szwecji. W tym samym sezonie został z tym klubem wicemistrzem kraju, z kolei w 1994 roku sięgnął po swój drugi w karierze puchar. W 1997 został najpierw wypożyczony do angielskiego Port Vale F.C., występującego w Division One, a następnie trafił tam na stałe. W 1999 powrócił do Szwecji i ponownie grał w Norrköping, ale przez trzy lata zaliczał tylko epizodyczne występy w lidze. W 2001 będąc zawodnikiem IFK zakończył karierę.
| Sezon   | Klub           | Kraj    | Rozgrywki    | Mecze | Bramki |
| ------- | -------------- | ------- | ------------ | ----- | ------ |
| 1985    | Kalmar FF      | Szwecja | Allsvenskan  | 11    | 0      |
| 1986    | Kalmar FF      | Szwecja | Allsvenskan  | 17    | 0      |
| 1987    | Kalmar FF      | Szwecja | Superettan   | 16    | 3      |
| 1988    | Östers IF      | Szwecja | Allsvenskan  | 20    | 2      |
| 1989    | Östers IF      | Szwecja | Superettan   | 26    | 14     |
| 1990    | Östers IF      | Szwecja | Allsvenskan  | 22    | 5      |
| 1991    | Östers IF      | Szwecja | Allsvenskan  | 31    | 13     |
| 1992    | Östers IF      | Szwecja | Allsvenskan  | 28    | 8      |
| 1993    | IFK Norrköping | Szwecja | Allsvenskan  | 23    | 8      |
| 1994    | IFK Norrköping | Szwecja | Allsvenskan  | 19    | 0      |
| 1995    | IFK Norrköping | Szwecja | Allsvenskan  | 25    | 0      |
| 1996    | IFK Norrköping | Szwecja | Allsvenskan  | 6     | 1      |
| 1997    | IFK Norrköping | Szwecja | Allsvenskan  | 9     | 2      |
| 1996/97 | Port Vale F.C. | Anglia  | Division One | 11    | 1      |
| 1997/98 | Port Vale F.C. | Anglia  | Division One | 33    | 5      |
| 1998/99 | Port Vale F.C. | Anglia  | Division One | 7     | 0      |
| 1999    | IFK Norrköping | Szwecja | Allsvenskan  | 4     | 0      |
| 2000    | IFK Norrköping | Szwecja | Allsvenskan  | 5     | 0      |
| 2001    | IFK Norrköping | Szwecja | Allsvenskan  | 6     | 0      |

## Kariera reprezentacyjna
W reprezentacji Szwecji Jansson zadebiutował w 1992. Następnie został powołany przez selekcjonera Tommy’ego Svenssona do kadry na Euro 92. Zajął tam 3. miejsce, jednak nie wystąpił w żadnym spotkaniu Szwedów. W drużynie „Trzech Koron” grał do 1994. Łącznie rozegrał w niej 7 meczów.